# Brun (entreprise)
Pour les articles homonymes, voir Brun.
Brun est le nom d'une famille d'entrepreneurs de la région grenobloise qui a notamment donné naissance aux Biscuits Brun, société de fabrication de biscuits qui s'associa en 1969 à LU (3 Chatons, Saint-Sauveur, Rem) et le biscottier Magdeleine pour fonder le groupe LU - Brun et associés.

## Histoire

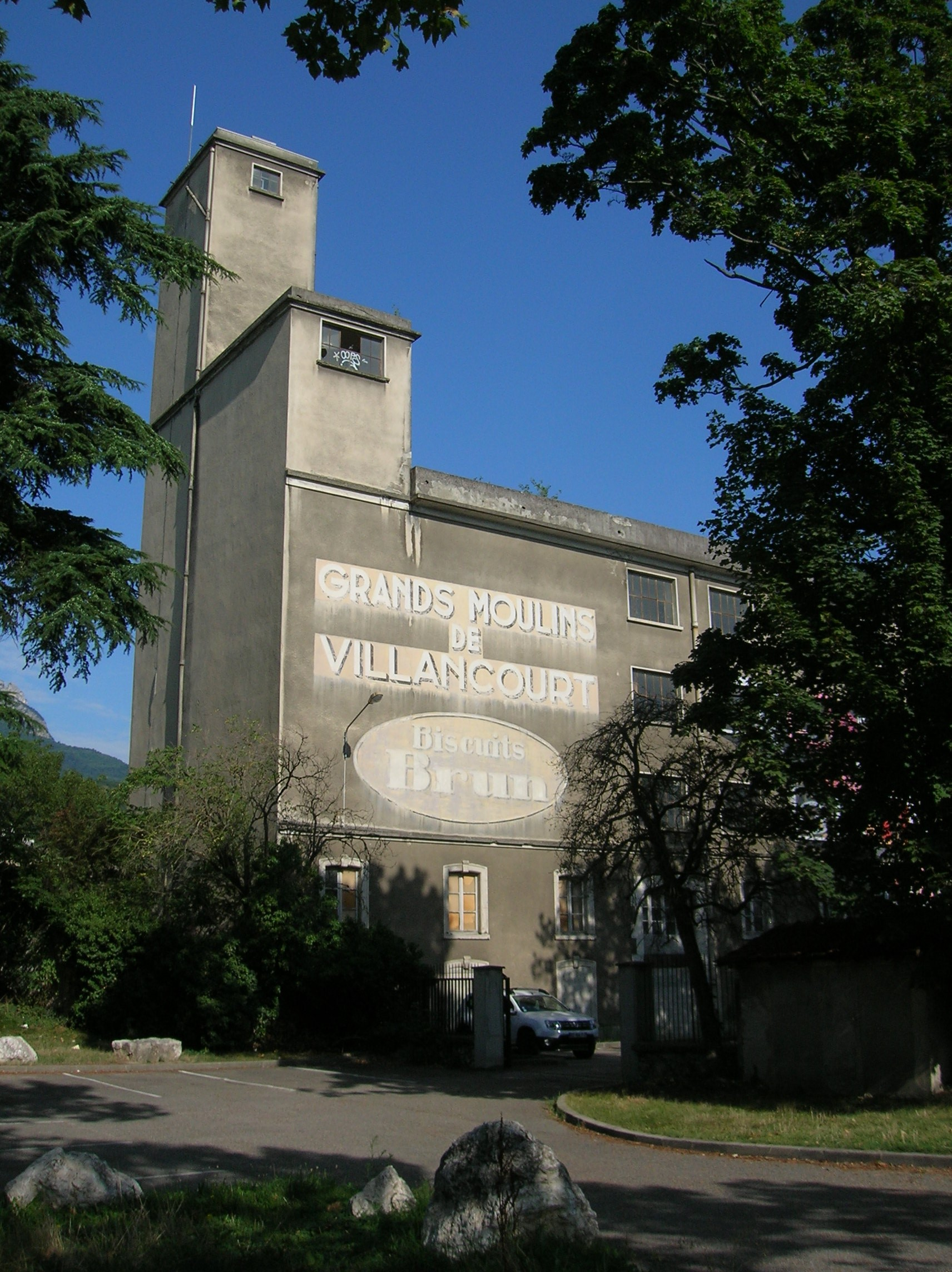
Les Grands Moulins de Villancourt en 2017, au Pont-de-Claix, pour la production de biscuits (aujourd'hui détruit).

En 1885, Pierre-Jean-Félix Brun, négociant en grain, fait construire une biscuiterie avenue de Vizille à Grenoble, pour produire leur spécialité : le pain de guerre ou biscuit du soldat. Pendant la guerre de 1914, il fallut étendre l'installation pour faire face à la demande (la Biscuiterie Brun fournissant notamment l'armée française) ; la biscuiterie a pris place avenue Ambroise-Croizat à Saint-Martin-d'Hères, près de Grenoble. En 1915, Gaétan Brun succède à son père à la tête de la société. Il prépare la fin de la guerre en diversifiant la production. Ainsi sont créés des biscuits fins : le Petit Brun extra et le Thé Brun. Gaétan Brun décède en 1923. Il laisse une entreprise de 1 500 employés, produisant 40 tonnes de biscuits par jour. Claire Darré-Touche, sa légataire universelle, prend sa place. Elle substitue les fours électriques aux fours à gaz, introduit l'aluminium  dans les emballages et mène une politique de communication volontaire.
Elle fait notamment construire une biscuiterie de démonstration pour l'Exposition internationale de la  Houille blanche et du Tourisme de Grenoble. Cependant survient la guerre et l'occupation.
À la libération, la dirigeante se réfugie en Suisse en raison de ses liens avec la  famille Pétain. Mise sous séquestre, son entreprise lui est restituée par décision judiciaire en 1947. L'hostilité de la population, et d'abord de ses salariés, l'incite à vendre l'affaire en 1950.
En 1953, intervient la fusion avec la société Établissements Bozon et Verduraz pour devenir Biscuits Brun-Pâtes La Lune qui lance un slogan qui connaît alors un grand succès : "Pour chacun, pour chacune, biscuits Brun, pâtes La Lune".
En 1963 la société est renommée Biscuits Brun.
Dans les années 1960, avec une production journalière de 100 tonnes, Brun devient la première biscuiterie européenne et en 1968 est retenue comme sponsor officiel des Jeux olympiques de Grenoble.
Pour faire face à la concurrence européenne, toujours en 1968, la biscuiterie fusionne avec cinq autres pour donner naissance au groupe "LU-Brun & Associés". Mais l'activité décline. Le site de Reims est privilégié. Et le 31 décembre 1989, l'entreprise grenobloise ferme définitivement ses portes. Il reste de cette aventure industrielle le  "Petit Brun extra", un biscuit géré successivement par le groupe BSN puis par la multinationale Mondelez International.
Entre 1993 et 1996, les halles Brun de Saint-Martin d'Hères sont reconverties en logements étudiants et en commerces. Elles sont séparées de l'avenue Ambroise-Croizat par la place du 24 Avril 1915, en mémoire des victimes du génocide arménien, et à l'arrière sont desservies par la rue de la Biscuiterie.

## Produits phares de la marque
Le biscuit « Thé Brun » était un produit phare de l'entreprise utilisé dans de nombreuses recettes (Gâteau de Famille créé par les Biscuits Brun). Il existe toujours sous le nom Thé de la marque LU.
Le biscuit « Petit Brun Extra » existe encore sous le même nom malgré le rachat par la marque LU.

## Gâteau de Famille

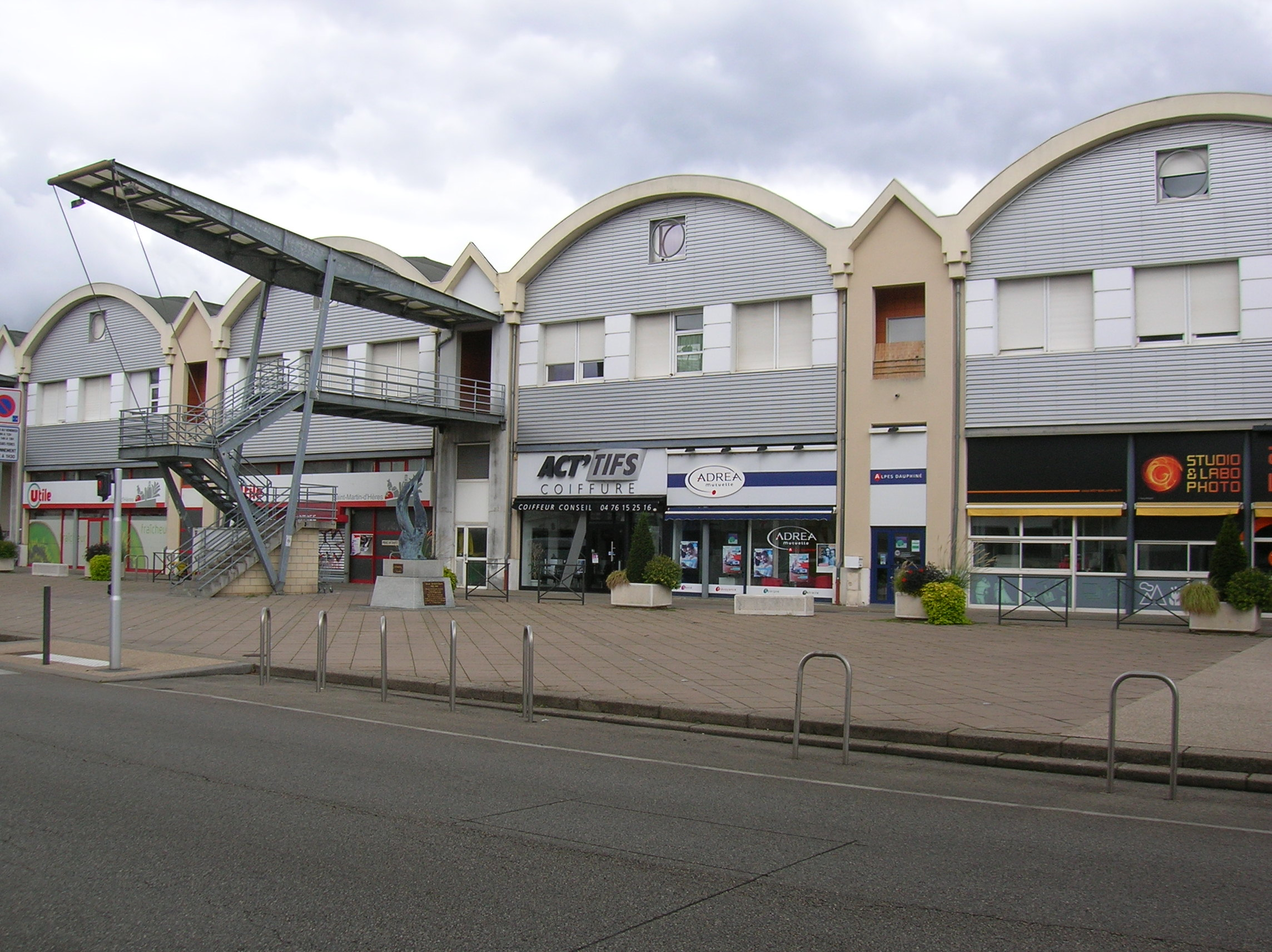
L'ancienne biscuiterie Brun à Saint-Martin-d'Hères.

Le Gâteau de Famille appelé aussi parfois Thé Brun, est un gâteau d'origine grenobloise qui vient des Biscuits Brun, très connu dans la première moitié du XXe siècle, il commence à refaire surface de nos jours...
Il est réalisé à base de biscuits Thé Brun.
Aujourd'hui les Thé Brun s'appellent Thé Lu.
Pour le réaliser il faut :
60 g de beurre.
7 cuillères à café de sucre semoule.
1 œuf.
Une tablette de chocolat noir ou du chocolat en poudre.
Du café très fort.
Des biscuits Thé Brun (aujourd'hui Thé Lu).
Ces proportions correspondent à un gâteau d'environ 6 parts c'est-à-dire pour 24 biscuits.
Faire ramollir le beurre puis le mélanger avec le sucre et le jaune d’œuf afin d'obtenir une pâte onctueuse.
Battre le blanc d’œuf en neige séparément puis l'incorporer doucement à la pâte.  
Ensuite dans un plat disposer une première couche de biscuits trempés dans un café froid ou tiède.
Disposer une couche de crème obtenue ci-dessus et à nouveau une couche de biscuits.
Répéter l'opération pour obtenir un gâteau à 4 couches.
Pour finir saupoudrer de chocolat noir finement râpé ou de chocolat en poudre.
Les Biscuits Brun prescrivaient de le laisser une nuit au réfrigérateur avant de le déguster.